# Mucrotettix gibbosus
Mucrotettix gibbosus is een rechtvleugelig insect uit de familie doornsprinkhanen (Tetrigidae). De wetenschappelijke naam van deze soort is voor het eerst geldig gepubliceerd in 1998 door Perez-Gelabert, Hierro & Otte.